# Limanes (Oviedo)
Limanes (Llimanes en asturiano y oficialmente) es una parroquia de dos municipios: de Oviedo y Siero, Asturias (España).
En sus 3,95 km² habitan un total de 859 habitantes e incluye a las siguientes entidades de población: El Barreru, Caravia, Faro d'Arriba, Faro de Baxo  (con su curiosa producción de alfarería negra y esmaltada), La Rebollá, Roces y Villamiana. No obstante, con la aprobación de la Toponimia de Oviedo de 2018, Faro de Baxo pasará a denominarse también como El Barreru, mientras que Faro de Arriba será Faro.
La parroquia eclesiástica de Santa María de Limanes tiene repartido su territorio entre las parroquias de Limanes de Oviedo y de Siero que son colindantes. La iglesia parroquial, bajo la advocación de Santa María de la O, se encuentra en Siero.
Faro:
De todos los pueblos de Limanes, el más conocido es el de Faro debido a su cerámica. La primera referencia a la industria alfarera de Faro data de comienzos del siglo XVI (1519). En unos archivos con papeles de cuentas conservados en el Archivo Capitular de Oviedo aparece:
"Iten mas, se cargan que debe Juan de Estebano de Faro un cuartaron de teja, que son doscientas e çincuenta tejas sobre las cuales esta dexcomulgado."
Actualmente se tiene proyectado la creación de un museo taller para mantener viva esta tradición milenaria. 
La popularidad de Faro, y por tanto de Limanes, también es debida al refranero popular de la alfarería:
"Fuiste a cortexar a Faro y estimárontelo munchu, nun taba la moza en casa y mandáronte sacar cuchu"
Refrán utilizado cuando la juventud subía a las fiestas de Faro a cortejar sin éxito ninguno.
"Soi de Faro, soi de Faro y mio madre una faruca, por eso traigo la barriguina fartuca"
Refrán utilizado en relación con la buena gastronomía del pueblo, destacando las fabes y la sidra.
"Tengolu encargáu de barro en Faro"
Frase utilizada por las señoritas de concejo de Oviedo cuando tardaban en encontrar alguien con quien casarse.
Aunque destaca sobre todas las frases y refranes una frase futbolística utilizada por toda la región y, en particular, en el concejo de Oviedo:
"No ganamos ni al Arrancatapinos de Faro"
Esta frase ni los más viejos del lugar saben cuando se empezó a utilizar, aunque se entiende que a principios del siglo XX con el comienzo de las ligas de fútbol en el fútbol español. El sentido de la frase viene de los "tapines" trozos de tierra con hierba (palabra en asturiano).

## Demografía
| Gráfica de evolución demográfica de Limanes entre 2000 y 2014 |
|                                                               |